# Enargia flavata
Enargia flavata là một loài bướm đêm trong họ Noctuidae.